# Karfentanil
Karfentanil (anglicky carfentanil, systematický název methyl-1-(2-fenylethyl)-4-[fenyl(propanoyl)amino]piperidin-4-karboxylát) je analgetikum morfinové třídy, anilidového typu.
Má přibližně 5 000× silnější analgetický účinek než morfin.
Pro humánní účely nemá využití, je určen k imobilizaci velkých zvířat (např. před transportem).
Obvyklé dávkování je 10 mg/6 t (slon).